# Droga krajowa B588 (Niemcy)
Droga krajowa 588 (niem. Bundesstraße 588, B 588) – niemiecka droga krajowa przebiegająca z północy na południe, południowy zachód po terenie Bawarii i łączy ze sobą miejscowości Eggenfelden i Winhöring.
Droga łączy drogę krajową B20 koło miejscowości Eggenfelden z drogą B299 koło miejscowości Winhöring i dalej z węzłem nr 22 Altötting autostrady A94.
Jako B588 oznakowana od 1989 roku.